# Fareeda Kokikhel Afridi
Fareeda "Kokikhel" Afridi var en pashtun-feminist, en kvinnosaksaktivist i Pakistan. I juli 2012, vid 25 års ålder, mördades hon medan hon var på väg till jobbet.
Afridi har en magisterexamen i genusvetenskap. Medan hon fortfarande var i skolan grundade hon tillsammans med sin syster Noor Zia Afridi Society for Appraisal and Women Empowerment in Rural Areas (SAWERA), en organisation som främjar kvinnors egenmakt i Federalt administrerade stamområden.
Afridi var kritisk till den pakistanska regeringen, talibanerna och den patriarkala inslagen i det pakistanska samhället.
Den 5 juli 2012, när Afridi lämnade sitt hem för att arbeta i Hayatabad, en förort till Peshawar, sköts hon en gång i huvudet och två gånger i nacken av två motorcyklister, som därefter flydde. Hon avled på sjukhus.